# 藤巻潤
藤巻 潤（ふじまき じゅん、1936年3月28日 - ）は、日本の俳優・歌手。東京府東京市日本橋（現・東京都中央区日本橋）出身。旧芸名は藤巻 公義。極真カラテ弐段。息子は俳優の藤巻裕己。姉は大山智弥子。

## 来歴
明治学院大学文学部英文科中退。
劇団俳優座の養成所を経て、第11期ニューフェイスとして大映に入社。川口浩や本郷功次郎に続くスターと期待され、端整な顔立ちと日本人離れした肉体美をセールスポイントに活躍した。大映テレビ室が制作したテレビドラマ『ザ・ガードマン』で人気を得る。
1975年の映画『けんか空手 極真無頼拳』では極真カラテを修行した経験を活かし、同じく極真カラテの黒帯である千葉真一が扮する大山倍達と戦う空手家を演じている。
アクションができたことから殺陣の代役も多く務め、後年「ラーメンが5、60円の時代に500円の危険手当がもらえたのでやりたくて仕方がなかった」と述べている。
『電撃戦隊チェンジマン』では前述した千葉が主宰して生まれたアクション専門の役者チーム（JAC）の姿に自分のニューフェイス時代を重ね、感激したという。
テレビ時代劇の『鬼平犯科帳』には、萬屋錦之介版と中村吉右衛門版の両方にレギュラー出演した。1982年、「鬼平犯科帳」第3シーズン撮影中に、番組制作を担っていた中村プロダクション（社長は萬屋錦之介）が倒産し、出演俳優への総額1億円を超える出演料が未払いとなる事態に陥った。多数の俳優が債権者として名を連ね、番組を途中降板する出演者もあったが、藤巻は「『鬼平犯科帳』を3シリーズもやらせていただいて、ある意味で芝居の勉強をさせていただきました。それがギャラの代わりになるとは思えないけど、教わったことも多いので」と述べ、債権者には加わらず、出演を続けた。

## 人物
姉が大山倍達の妻であることが縁で、大山道場で空手道の修練をし、黒帯を允許（）されている。
戦隊物OBが集うイベントなどにも出演している。
若いころから薄毛に悩まされかつらを使用していた。しかし、後にアデランスのCMに出たところ、途端に仕事が来なくなったという。

## 主な出演

### 映画
- 親不孝通り（1958年、大映）
- 消された刑事（1958年、大映）
- 息子の結婚（1958年、大映）
- 別れたっていいじゃないか（1958年、大映）
- 最高殊勲夫人（1959年、大映）
- 美貌に罪あり（1959年、大映）
- 海軍兵学校物語 あゝ江田島（1959年、大映、藤巻公義） - 東一号生徒
- 三兄弟の決闘（1960年、大映）
- 銀座のどら猫（1960年、大映）
- 熱い砂（1960年、大映）
- 黒い樹海（1960年、大映） - 吉井正己
- 偽大学生（1960年、大映）
- 新人生劇場（1961年、大映）
- 五人の突撃隊（1961年、大映） - 杉江一等兵
- 恋にいのちを（1961年、大映）
- 女は二度生まれる（1961年、大映）
- やくざの勲章（1962年、大映）
- 地獄の刺客（1962年、大映）
- 風神雷神（1962年、大映）
- 熱砂の月（1962年、大映）
- 家庭の事情（1962年、大映）
- 人斬り市場（1963年 大映）
- 近世名勝負物語 花の講道館（1963年、大映）
- 対決（1963年、大映）
- ぐれん隊純情派（1963年、大映） - 松
- 巨人 大隈重信（1963年、大映） - 井上馨
- 外人墓地の決斗（1964年、大映）
- 柔道名勝負物語 必殺一本（1964年、大映）
- 無宿者（1964年、大映）
- 殺られる前に殺れ（1964年、大映）
- 乞食大将 (1964年、大映）
- 大捜査網（1965年、大映）
- 雲を呼ぶ講道館（1965年、大映）
- 新鞍馬天狗（1965年、大映） - 木戸孝允|桂小五郎
- ザ・ガードマン 東京用心棒（1965年、大映） - 清水警備員
- ザ・ガードマン 東京忍者部隊（1966年、大映） - 清水警備員
- 大魔神（1966年、大映） - 猿丸小源太
- 若親分あばれ飛車（1966年、大映）
- 銭のとれる男（1966年、大映）
- 海のGメン 太平洋の用心棒（1967年、大映）
- 脱獄者（1967年、大映）
- 砂糖菓子が壊れるとき（1967年、大映） - 土岐
- 若親分兇状旅 （1967年、大映）
- 若親分千両肌 (1967年、大映)
- 鉄砲伝来記（1968年、大映）
- 妖怪百物語（1968年、大映） - 大木安太郎
- あゝ海軍（1969年、大映）
- あゝ陸軍隼戦闘隊（1969年、大映）
- 快感旅行（1972年、松竹）
- 色魔狼（1973年、東映）
- 鬼輪番（1974年、東宝）
- けんか空手 極真無頼拳（1975年、東映） - 竜道寺重隆
- 赤穂城断絶（1978年、東映） - 岡島八十右衛門
- 悪魔が来りて笛を吹く（1979年、東映） - 山下刑事
- 白昼の死角（1979年、東映） - 戸塚
- 黄金の犬（1979年、松竹） - 水木守
- 徳川一族の崩壊（1980年、東映） - 周布政之助
- さらば、わが友 実録大物死刑囚たち（1980年、東映） - 高田
- 誘拐報道（1982年、松竹） - 服部刑事企画課長
- 高原に列車が走った（1984年、東映） - 原口健
- 絶唱母を呼ぶ歌 鳥よ翼をかして（1985年）
- スーパー戦隊シリーズ 電撃戦隊チェンジマン（1985年、東映） - 伊吹長官
  - 劇場版 電撃戦隊チェンジマン
  - 電撃戦隊チェンジマン シャトルベース! 危機一髪!
- ゴジラvsデストロイア（1995年、東宝） - 岡崎陸佐[1]
- 鬼平犯科帳 劇場版（1995年、松竹） - 五鉄の三次郎
- 南京の真実 第一部「七人の死刑囚」（2008年、チャンネル桜エンタテインメント） - 東條英機

### テレビドラマ
- 東京警備指令 ザ・ガードマン（1965年 - 1971年、TBS / 大映テレビ室） - 清水隊員
- シークレット部隊（1972年、TBS / 大映テレビ） - 関チェックマン
- 眠狂四郎 第24話「禁じられた肌に泣く」（1973年、KTV / 東映）
- 銭形平次 （CX / 東映）
  - 第365話「星の降る夜に」（1973年） - 与吉
  - 第717話「大捕物」（1980年） - 柴山清十郎
- 土曜日の女シリーズ / 明日に喪服を（1973年、NTV）
- 白い牙（1974年、NTV / 大映テレビ） - 矢野吾郎
- ライオン奥様劇場 / 愛染かつら（1974年、CX / 歌舞伎座テレビ） - 津村浩三
- 太陽にほえろ! （NTV / 東宝）
  - 第165話「回転木馬の女」（1975年） - 中原賢介
  - 第330話「天使の微笑み」（1978年） - 東山専務
- 非情のライセンス（NET / 東映）
  - 第2シリーズ 第62話「兇悪の超特急」（1975年） - 荒井良介こと三宅組組長・三宅大作
  - 第2シリーズ 第94話「兇悪の判決」（1976年） - 伊達史郎検事
- 破れ傘刀舟 悪人狩り（NET / 三船プロ）
  - 第51話「人斬り子守唄」（1975年） - 矢沢哲之介
  - 第131話「さらば刀舟 江戸の街」（1977年） - 横井蔵人
- 同心部屋御用帳 江戸の旋風 第30話「宿場のてまり唄」（1975年、CX / 東宝）
- 伝七捕物帳
  - 第94話 「男ごころに十手が光る」（1975年、NTV）- 三宅武右衛門
  - 第111話「はぐれ烏が風に泣く」（1976年、NTV）- 作次
- 風と雲と虹と（1976年、NHK） - 佗田真樹
- 隠し目付参上 第3話「誰が道成寺を舞ったか」（1976年、MBS / 三船プロ） - 石山主膳
- 人魚亭異聞 無法街の素浪人 第6話「横浜コネクション」（1976年、NET / 三船プロ） - 香月隼人
- お耳役秘帳 第11話「隠密妻無残」（1976年、KTV / 歌舞伎座テレビ） - 宗吉
- 夜明けの刑事 第86話「地上最強の空手 仕組まれた殺人のワナ」（1976年、TBS / 大映テレビ） - 原
- 大江戸捜査網（12ch / 三船プロ）
  - 第291話「いのち笛を吹く殺し屋」（1977年） - 速水彦四郎
  - 第379話「幻の船を待つ女」（1979年） - 香月文次郎改め猫目の文三
  - 第476話「運命に泣く幸薄き女」（1981年） - 新三
- 遠山の金さん 杉良太郎版（NET/東映）第1シリーズ 
  - 第60話「裏切りを覗いた女」（1976年） - 和七
  - 第90話「夫婦ざくら」（1977年） - 石塚清次郎
- 大都会 PARTII 第24話「刑事無情」（1977年、NTV / 石原プロ） - 神奈川県警・赤木警部補
- 破れ奉行 第26話「仁義なき暗黒街」（1977年、テレビ朝日 / 中村プロ） - 政五郎
- 桃太郎侍（東映 / NTV）
  - 第63話「泣き笑い侍人生」（1977年）- 西山左近
  - 第132話「男の別れに散る桜」（1979年）- 多門彦九郎
  - 第171話「男涙の土俵入り」（1980年）- 酒井肥後守
- 新幹線公安官 第2シリーズ（1978年、ANB / 東映） - 黒田巌
- 白昼の死角（1979年、MBS / 東映） - 大和繊維社長・野崎寿美男
- 特捜最前線（ANB / 東映）
  - 第115話「チリアーノを歌う悪女!」（1979年） - 花田修司
  - 第169話「地下鉄・連続殺人事件!」（1980年） - 上村達郎
- 新五捕物帳 第63話「遠い春の親子花」（1979年、NTV / ユニオン映画）- 椿弥七郎
- 鉄道公安官 第12話「もりおか4号・消えた花嫁」（1979年、ANB / 東映） - 野川刑事
- 水戸黄門 第10部 第9話「三人の無法者 -新城-」（1979年、TBS / C.A.L） - 秋庭一平太
- 江戸の牙 第3話「阿片! 墓標なき男」（1979年、ANB / 三船プロ） - 原田隆之介
- そば屋梅吉捕物帳 第18話「地蔵も泣いた風車」（1980年、12ch / 国際放映） - 佐川吉右衛門
- 西遊記Ⅱ 第5話「妖異 太陽が二つの国」（1979年、NTV / 国際放映） - 二郎真君）
- 日本名作怪談劇場 第12話「怪談 奥州安達ヶ原」（1979年、12ch）- 右京
- 騎馬奉行 第25話「連続殺人! 狙われた女たち」（1980年、KTV / 東映）
- あいつと俺 第3話「母さんを追うんだ」（1980年、12ch / 勝プロ）
- 鬼平犯科帳（1980年〜1982年、NET / 東宝） - 小房の粂八
- 雪姫隠密道中記 第14話「父恋し母子唄 -伊勢-」（1980年、MBS / S.H.P.） - 坂崎半九郎
- 闇を斬れ 第6話「ふる里遠く夫婦花」（1981年、KTV / 松竹） - 島田左門
- 暴れん坊将軍（ANB / 東映）
  - 吉宗評判記 暴れん坊将軍
    - 第76話「正体見たり枯尾花」（1979年） - 藤山外記
    - 第149話「偽りの絆が廻す夫婦独楽」（1981年） - 朽木左馬之介

  - 暴れん坊将軍II
    - 第28話「決斗!但馬八鹿のあばれ駒」（1983年） - 坪内左内
    - 第61話「さぎりが覗いた暗殺命令!」（1984年） - 島村市之丞
    - 第83話「赤い蹴出しの火消し志願!」（1984年） - 遠州屋十蔵(沖田十蔵)

  - 暴れん坊将軍III 第39話「帰ってきた風小僧」（1988年） - 銀次
- 長七郎天下ご免!（テレビ朝日 / 東映）
  - 第25話「春を呼ぶ鉄火飛脚」（1980年）- 庄吉
  - 第46話「情けが仇の父娘草」（1980年）- 伊造
- ポーラテレビ小説 / 愛をひとつまみ（1981年 - 1982年、TBS） - 片岡健次
- 同心暁蘭之介 第1話「同心の泣いた日」（1981年、CX / 杉友プロ）
- 時代劇スペシャル / 闇の傀儡師（1982年、CX / 東映） - 重助
  - 大岡越前（TBS / C.A.L.）
    - 第5部 第4話「恐怖!雨の夜の辻斬り」（1978年2月27日） - 宮部誠四郎
    - 第6部 第25話「見えぬ目の目撃者」（1982年8月23日） - 若山十次郎
- 海にかける虹〜山本五十六と日本海軍（1983年、TX） - 大西瀧治郎
- 源九郎旅日記 葵の暴れん坊 第36話「奥能登にかけた蜃気楼」（1983年、ANB / 東映） - 佐々木半之助
- 火曜サスペンス劇場
  - 女が見ていた（1983年、NTV） - 刑事
  - 沈黙は罠（1984年、NTV / 東映）- 大川刑事
- 魔拳!カンフーチェン / 激闘!カンフーチェン（1983年、YTV / 東宝） - 大仁
- 大奥 第30話「ある夜の美女軍団」（1983年、KTV / 東映） - 作事頭
- 木曜ゴールデンドラマ / 誘拐! 脅迫!（1983年、YTV / 東映）
- 長七郎江戸日記 第1シリーズ 第18話「友情雪の舞」（1984年、NTV / ユニオン映画）
- 弐十手物語 第2話「恐雨の向うから」（1984年、CX / 東映）
- 流れ星佐吉 第18話「とんだ情けの大道中」（1984年、KTV / 松竹）
- ニュードキュメンタリードラマ昭和 松本清張事件にせまる 第14回「襲撃 二・二六事件」（1984年、ANB / 国際放映）
- 電撃戦隊チェンジマン（1985年 - 1986年、ANB / 東映） - 伊吹長官 / ユイ・イブキの声
- 鬼平犯科帳（1989年〜2016年、CX / 松竹） - 五鉄の三次郎
- さすらい刑事旅情編II 第7話「上野発・寝台特急ゆうづるの女」（1989年、ANB / 東映）
- 月曜ミステリー劇場 弁護士猪狩文助2 罪を逃れて笑う奴（2002年、TBS / 国際放映） - 杉浦裁判長
- 鬼平犯科帳スペシャル 山吹屋お勝（2005年、CX / 松竹）- 五鉄の三次郎
- 鬼平犯科帳スペシャル 引き込み女（2008年、CX / 松竹）- 五鉄の三次郎

### 舞台
- 杉良太郎特別公演 「遠山の金さん／忠治御用旅」
- 細川たかし特別公演 「江戸川残侠伝 矢切の風来坊」
- 森昌子特別公演 「赤い襷の捕物帳」
- 村田英雄特別公演 「夫婦春秋」
- 忠臣蔵

### Vシネマ
- 実録・籠寅三代目 合田幸一（2004年）
- 極道の姐（2014年） - 刑事
- 破門組（2015年） - 山王会最高顧問
- 列島分裂 東西10年戦争（2016年、東映）
- 仁義のはらわた（2016年）全2作 - 竹松連合会会長 安倍紀州

### バラエティ
- 欽ちゃんのどこまで笑うの?!（テレビ朝日） - 火曜日レギュラー
- 笑っていいとも!・月曜日コーナー「くどい顔バトルロイヤル」（フジテレビ） - 審査委員長
- クイズ!脳ベルSHOW・隔週金曜日コーナー「謎を解け！金曜ミステリー（2021年）」（BSフジ）- 出題VTR（松井紀美江と共演）

他多数

### CM
- アデランス
- サントリー
- 輸入車販売 R'Street - (1990年 ~ )

## ディスコグラフィ

### シングル
| 発売日                                    | 規格             | 規格品番         | 面               | タイトル                     | 作詞             | 作曲             | 編曲             |
| ビクターレコード                          | ビクターレコード | ビクターレコード | ビクターレコード | ビクターレコード             | ビクターレコード | ビクターレコード | ビクターレコード |
| ----------------------------------------- | ---------------- | ---------------- | ---------------- | ---------------------------- | ---------------- | ---------------- | ---------------- |
| 1961年                                    | EP               | VS-549           | A                | 告白のブルース               | 吉川静夫         | 吉田正           | 吉田正           |
| 1961年                                    | EP               | VS-549           | B                | たった一度の恋               | 吉川静夫         | 吉田正           | 吉田正           |
| 1961年                                    | EP               | VS-609           | A                | 真心のブルース               | 吉川静夫         | 吉田正           | 吉田正           |
| 1961年                                    | EP               | VS-609           | B                | 銀座ひとりぼっち             | 吉川静夫         | 吉田正           | 吉田正           |
| テイチクレコード                          |                  |                  |                  |                              |                  |                  |                  |
| 1966年2月                                 | EP               | SN-316           | A                | ザ・ガードマン               | 弓削太郎         | 野崎真一         | 山倉たかし       |
| 1966年2月                                 | EP               | SN-316           | B                | 夜の口笛                     | 池田充男         | 上原賢六         | 山田栄一         |
| 1966年                                    | EP               | SN-335           | A                | 星のない男                   |                  |                  |                  |
| 1966年                                    | EP               | SN-335           | B                | ミッド・ナイト25時           |                  |                  |                  |
| 1966年                                    | EP               | SN-359           | A                | 霧に消えたアイコ             | 大高ひさを       | 野崎真一         | 山倉たかし       |
| 1966年                                    | EP               | SN-359           | B                | 海が真赤に燃えるとき         | 池田充男         | 野崎真一         | 山倉たかし       |
| 1966年                                    | EP               | SN-383           | A                | 俺は港の流れ星               | 大高ひさを       | 村沢良介         | 村沢良介         |
| 1966年                                    | EP               | SN-383           | B                | 憎い女                       |                  |                  |                  |
| 1966年                                    | EP               | SN-404           | A                | 君を夢みて                   |                  |                  |                  |
| 1966年                                    | EP               | SN-404           | B                | 独りで行く                   |                  |                  |                  |
| 1966年11月                                | EP               | SN-426           | A                | 夜は素敵さ                   | 三宅静           | 鶴岡雅義         | 山倉たかし       |
| 1966年11月                                | EP               | SN-426           | B                | 銀座にあの娘の雨が降る       | 門井八郎         | 上原賢六         | 山倉たかし       |
| 1967年1月                                 | EP               | SN-444           | A                | ゼロの太陽                   | 本間長三郎       | 伊藤博           | 伊藤博           |
| 1967年1月                                 | EP               | SN-444           | B                | 白いくちなし                 | 石巻宗一郎       | 藤巻潤           | バッキー白片     |
| 1967年                                    | EP               | SN-486           | A                | 男のエレジー                 |                  |                  |                  |
| 1967年                                    | EP               | SN-486           | B                | 夕陽に涙を                   |                  |                  |                  |
| 1967年6月                                 | EP               | SN-508           | A                | 男ひとり                     | 池田充男         | 鶴岡雅義         | 山倉たかし       |
| 1967年6月                                 | EP               | SN-508           | B                | さいはて三号地               | 吉田弘           | 上原賢六         | 塩瀬垂雄         |
| 大映レコード                              |                  |                  |                  |                              |                  |                  |                  |
| 1967年8月                                 | EP               | D-2              | A                | 若親分                       | 鈴木信雄         | 浜村はじめ       | 浜村はじめ       |
| 1967年8月                                 | EP               | D-2              | B                | 残俠いっぴきの唄             | 鈴木信雄         | 浜村はじめ       | 浜村はじめ       |
| 1967年9月                                 | EP               | D-4              | A                | 海が燃えている               | 三田恭次         | 藤家虹二         | 藤家虹二         |
| 1967年9月                                 | EP               | D-4              | B                | 二人だけの夜                 | 三田恭次         | 藤家虹二         | 藤家虹二         |
| 1968年1月                                 | EP               | D-10             | A                | 星降る夜のタンゴ             | 川内康範         | 曽根幸明         | 曽根幸明         |
| 1968年1月                                 | EP               | D-10             | B                | 恋の南十字星                 | 川内康範         | 曽根幸明         | 曽根幸明         |
| 1968年4月                                 | EP               | D-25             | A                | ザ・ガードマンの歌           | 藤川桂介         | 山内正           | 山内正           |
| 1968年4月                                 | EP               | D-25             | B                | ザ・ガードマンのテーマ       | -                | 山内正           | 山内正           |
| 1968年7月                                 | EP               | D-46             | A                | 恋して泣いて                 | 大給櫻子         | 柴田幸一         | 池田孝           |
| 1968年7月                                 | EP               | D-46             | B                | 見つめておくれ               |                  |                  |                  |
| 1968年11月                                | EP               | D-67             | A                | 夢売る銀座                   |                  |                  |                  |
| 1968年11月                                | EP               | D-67             | B                | 涙のレキント                 | 武田多賀子       | 柴田幸一         |                  |
| 1969年1月                                 | EP               | D-72             | A                | 恋のグアム島                 | 清水まち子       | 菊池俊輔         | 菊池俊輔         |
| 1969年1月                                 | EP               | D-72             | B                | 南に咲く花                   | 清水まち子       | 菊池俊輔         | 菊池俊輔         |
| 1969年8月                                 | EP               | D-96             | A                | ポルトガルはヨーロッパの果て | 清水真智         | 菊池俊輔         | 菊池俊輔         |
| 1969年8月                                 | EP               | D-96             | B                | マレーネ                     | 清水真智         | 菊池俊輔         | 菊池俊輔         |
| 1969年12月                                | EP               | D-102            | A                | 25時の女                     | 成瀬左千夫       | 野間慶太         | 池田孝           |
| 1969年12月                                | EP               | D-102            | B                | 愛の噂                       | 篠ケ谷都         | 野間慶太         | 池田孝           |
| 1970年8月                                 | EP               | G-2              | A                | お熱い二人                   | 橋本淳           | 筒美京平         | 筒美京平         |
| 1970年8月                                 | EP               | G-2              | B                | ストックホルムの白い夜       | 橋本淳           | 筒美京平         | 筒美京平         |
| 1971年                                    | EP               | G-16             | A                | 見つめておくれ               |                  |                  |                  |
| 1971年                                    | EP               | G-16             | B                | 二人だけの夜                 |                  |                  |                  |
| 1971年                                    | EP               | G-36             | A                | まりもの唄                   |                  |                  |                  |
| 1971年                                    | EP               | G-36             | B                | 白いかもめよ                 |                  |                  |                  |
| コロムビアレコード                        |                  |                  |                  |                              |                  |                  |                  |
| 1974年8月                                 | EP               | AA-60            | A                | 旅の夜風                     | 西条八十         | 万城目正         |                  |
| 1974年8月                                 | EP               | AA-60            | B                | 悲しき子守唄                 |                  |                  |                  |
| SOUND WORLD（ポリドールレコード委託製作） |                  |                  |                  |                              |                  |                  |                  |
| 1985年12月                                | EP               | 7DR-1            | A                | あゝ青雲の道だから           | おおいし真也     | 巴昭人           | 斉藤恒夫         |
| 1985年12月                                | EP               | 7DR-1            | B                | 押して忍んで空手道           |                  |                  |                  |

### アルバム
- ザ・ガードマン（ST-31）
- ザ・ガードマン　藤巻潤のすべて（DAL-8）
- 勝新太郎、江波杏子、松方弘樹、藤巻潤 – 4大スター歌の楽宴（DAL-26）-「ポルトガルはヨーロッパの果て」「25時の女」「恋のグアム島」「愛の埠」を収録。